# Сюсса
Сюсса́ (фр. Sussat) — коммуна во Франции, находится в регионе Овернь. Департамент коммуны — Алье. Входит в состав кантона Эбрёй. Округ коммуны — Монлюсон.
Код INSEE коммуны — 03276.

## Население
Население коммуны на 2008 год составляло 103 человека.
| 1962 | 1968 | 1975 | 1982 | 1990 | 1999 | 2008 |
| ---- | ---- | ---- | ---- | ---- | ---- | ---- |
| 125  | 137  | 90   | 92   | 79   | 104  | 103  |

## Экономика
В 2007 году среди 67 человек в трудоспособном возрасте (15—64 лет) 46 были экономически активными, 21 — неактивными (показатель активности — 68,7 %, в 1999 году было 76,4 %). Из 46 активных работали 40 человек (21 мужчина и 19 женщин), безработных было 6 (5 мужчин и 1 женщина). Среди 21 неактивных 3 человека были учениками или студентами, 13 — пенсионерами, 5 были неактивными по другим причинам.

## Достопримечательности
- Романская церковь Сен-Бонне